# This Pretty Face
«This Pretty Face» es el sencillo lanzado por la escocesa Amy Macdonald en el 2010, lanzado como el tercer sencillo de su segundo álbum de estudio, A Curious Thing. El sencillo fue lanzado el 19 de julio de 2010.

## Historia
Aunque Macdonald no confirmó una historia oficial detrás de la letra de la canción, se dijo que "This Pretty Face" es sobre las 'celebridades' de hoy en día que se convierten famosas, solo por su apariencia (Paris Hilton por ejemplo). El vídeo musical, que debutó en el canal de YouTube de Macdonald en junio del 2010 también establece este tipo de historia.

## Vídeo musical
El vídeo musical para la canción apareció en junio del 2010 en el canal de YouTube de Macdonald. El vídeo comienza con Macdonald en un supermercado, que es llamado Supermacs. Macdonald tiene un carro, y está comprando cosas. Macdonald mira una revista, y la celebridad que aparece en la tapa de la revista aparece en la tienda con su perro caniche. Un paparazzo viene, y comienza a sacarle fotos. Sin embargo, hacia el final del vídeo, otra estrella con una cara hermosa entra a la tienda, y el paparazzie pierde interés en la celebridad que había comenzado a sacarle fotos. Luego, enfoca su atención entera en otra mujer, y la celebridad quién había tenido atención al principio regresa, con Macdonalds todavía caminando por la tienda. Es un ejemplo de que la mujer se convierte en una persona normal mientras todos los medios pierden interés en ella ya que han encontrado interés en una "cara bonita."
UK CD Sencillo
1. "This Pretty Face" - 3:57'
2. "Give It All Up" (Acústica, W14 SesiónEn ) - 2:40'
3. "Born to Run" (En vivo) - 3:45'
4. "Spark" (Tiesto Remix) - 7:09'

Descarga Digital (iTunes EP)
1. "This Pretty Face" - 3:57'
2. "Give It All Up" (Acústica, W14 Sesión) - 2:40'
3. "Born to Run" (En vivo) - 3:45'
4. "Spark" (Tiesto Remix) - 7:09'
5. "Spark" (DiscoTech Remix) - 4:40'

## Listas
| Lista (2010)                             | Posición máxima |
| ---------------------------------------- | --------------- |
| German Singles Chart                     | 55              |
| UK Singles (The Official Charts Company) | 138             |